# Ivan Miladinović
Ivan Miladinović (Ćuprija, República Federal de Yugoslavia, 14 de agosto de 1994) es un futbolista serbio. Su posición es la de defensa y su club es el F. C. Tobol de la Liga Premier de Kazajistán.

## Estadísticas

### Clubes
Actualizado al último partido jugado el 3 de junio de 2023.
| F. K. Jagodina Serbia | 1.ª                 | 2013-14             | 0   | 0 | 1  | 0 | - | - | 1   | 0 | 0,00 |
| F. K. Sloga Serbia | 2.ª                 | 2014-15             | 13  | 0 | -  | - | - | - | 13  | 0 | 0,00 |
| F. K. Sloga Serbia | Total               | Total               | 13  | 0 | 0  | 0 | 0 | 0 | 13  | 0 | 0,00 |
| F. K. Jagodina Serbia | 1.ª                 | 2015-16             | 22  | 0 | 3  | 0 | - | - | 25  | 0 | 0,00 |
| F. K. Jagodina Serbia | 2.ª                 | 2016-17             | 27  | 2 | 2  | 0 | - | - | 29  | 2 | 0,07 |
| F. K. Jagodina Serbia | 2.ª                 | 2017-18             | 2   | 0 | -  | - | - | - | 2   | 0 | 0,00 |
| F. K. Jagodina Serbia | Total               | Total               | 51  | 2 | 6  | 0 | 0 | 0 | 57  | 2 | 0,03 |
| F. K. Radnički Niš Serbia | 1.ª                 | 2017-18             | 18  | 1 | 1  | 0 | - | - | 19  | 1 | 0,05 |
| F. K. Radnički Niš Serbia | Total               | Total               | 18  | 1 | 1  | 0 | 0 | 0 | 19  | 1 | 0,05 |
| P. F. C. Sochi · Rusia | 2.ª                 | 2018-19             | 32  | 2 | -  | - | - | - | 32  | 2 | 0,06 |
| P. F. C. Sochi · Rusia | 1.ª                 | 2019-20             | 22  | 0 | 1  | 0 | - | - | 23  | 0 | 0,00 |
| P. F. C. Sochi · Rusia | 1.ª                 | 2020-21             | 24  | 1 | 4  | 0 | - | - | 28  | 1 | 0,04 |
| P. F. C. Sochi · Rusia | 1.ª                 | 2022-23             | 9   | 0 | 3  | 0 | - | - | 12  | 0 | 0,00 |
| P. F. C. Sochi · Rusia | Total               | Total               | 87  | 2 | 8  | 0 | 0 | 0 | 95  | 2 | 0,02 |
| F. C. Nizhni Nóvgorod · Rusia | 1.ª                 | 2021-22             | 14  | 0 | 1  | 0 | - | - | 15  | 0 | 0,00 |
| F. C. Nizhni Nóvgorod · Rusia | Total               | Total               | 14  | 0 | 1  | 0 | 0 | 0 | 15  | 0 | 0,00 |
| Total en su carrera | Total en su carrera | Total en su carrera | 183 | 5 | 16 | 0 | 0 | 0 | 199 | 5 | 0,03 |
| (1) Incluye datos de Copa de Serbia y Copa de Rusia. (2) Incluye datos de Liga de Campeones de la UEFA y Liga Europa de la UEFA. (3) No incluye goles en partidos amistosos. |                     |                     |     |   |    |   |   |   |     |   |      |

## Palmarés

### Títulos nacionales
| Título                  | Club        | País       | Año  |
| ----------------------- | ----------- | ---------- | ---- |
| Supercopa de Kazajistán | F. C. Tobol | Kazajistán | 2024 |